# Étoile Sportive du Sahel (basquete)
A equipe de basquetebol masculino do Étoile Sportive du Sahel é a secção da agremiação tunisiana que disputa o Championnat National A (Liga tunisiana). Manda seus jogos no Ginásio Olímpico de Sousse com capacidade de 4.000 espectadores.

## Temporada por temporada
| Temporada | Nível | Liga | Pos. | Resultado | Copa da Tunísia | Competições Internacionais | Competições Internacionais |
| --------- | ----- | ---- | ---- | --------- | --------------- | -------------------------- | -------------------------- |
| 2007-08   | 1     | CN A | 1    |           |                 | 1 Copa dos Campeões        | Finalista                  |
| 2008-09   | 1     | CN A | 1    |           |                 | -                          | -                          |
| 2009-10   | 1     | CN A | 1    | Campeão   |                 | Copa Árabe                 | Quartas de Final           |
| 2010-11   | 1     | CN A | 1    | Campeão   | Campeão         | 1 Copa dos Campeões        | Campeão                    |
| 2011-12   | 1     | CN A | 1    | Campeão   | Campeão         | 1 Copa dos Campeões        | Quartas de Finais          |
| 2012-13   | 1     | CN A | 3    | Campeão   | Campeão         | 1 Copa dos Campeões        | Finalista                  |
| 2013–14   | 1     | CN A | 1    |           |                 | -                          | -                          |
| 2014–15   | 1     | CN A | 3    |           |                 | Copa Árabe                 | Campeão                    |
| 2015–16   | 1     | CN A | 1    | Finalista | Campeão         | Copa Árabe                 | Campeão                    |
| 2016-17   | 1     | CN A | 1º   | Finalista |                 | -                          | -                          |

## Títulos

### Campeonato Nacional
- Campeão (6): 1981, 2007, 2009, 2011, 2012, 2013

### Copa da Tunísia
- Campeão (5):1981, 2011, 2012, 2013, 2016

### Copa Africana de Clubes Campeões
- Campeão (1):2011

### Copa Árabe de Clubes
- Campeão (2):2015,2016